# Linien
Linien var en kunstner-sammenslutning af unge kunstnere, som eksisterede fra 1934 til 1939.
Gruppen udtrykte sig surrealistisk. De arrangerede i 1937 en udstilling med kunstnere fra udlandet, blandt andet Max Ernst, Paul Klee, Joan Miró og Jean Arp. Udstillingen blev ikke nogen succes, men en gruppe kunstnere havde fundet sammen, og hovedparten af dem dannede senere COBRA.
Medlemmer i Linien:
- Carl-Henning Pedersen
- Richard Mortensen
- Henry Heerup
- Asger Jorn
- Egill Jacobsen
- Ejler Bille
- Sonja Ferlov Mancoba
- Vilhelm Bjerke Petersen